# Pianosonate nr. 2 (Bax)
Arnold Bax voltooide zijn Pianosonate nr. 2 op 26 juli 1919; een tweede versie vlak voor 15 juni 1920.
Bax bevond zich onder Russische invloed; zo is het werkje voor deze pianosonate getiteld Lullaby opgedragen aan de Russische ballerina Karsavina en schreef Bax eerder muziek voor Ballets Russes. De Pianosonate nr. 2 (niet zijn tweede) is geschreven in een deel met een langzame introductie, musicologen ontdekte wel verder een indeling in delen (zoals een scherzo), maar alles is in een deel verwerkt. Vlak nadat de componist het had voltooid speelde pianist Arthur Alexander het op 24 november 1919 in de Aeolian Hall. Bax werkte er vervolgens verder aan, totdat zijn muze Harriet Cohen het op 15 juni 1920 speelde in de Queen’s Hall. Bax was er ook toen nog niet volledig tevreden over en tekende nog een aantal kleine wijzigingen aan. Opvallend aan beide versies is dat versie een weliswaar is opgedragen aan Harriet Cohen, het is echter in haar handschrift op het manuscript geschreven, terwijl Bax de tweede versie wel zelf aan Cohen opdroeg. Bax schreef zelf over het werk, dat het een strijd laat horen tussen goed en kwaad.
In 2017 is een aantal opnamen beschikbaar:
- Uitgave Lyrita: Iris Loveridge (1985-1963)
- Uitgave Naxos: Ashley Wass in 2003
- Uitgave Chandos: Eric Parkin in 1985
- Uitgave Oehms: Michael Endres
- uitgave British Music Society: Malcolm Binns